# Decet Romanum Pontificem

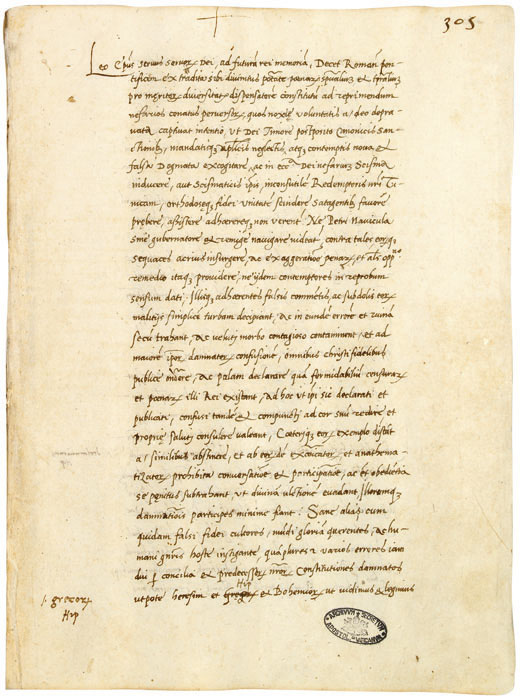
Texto de la bula Decet Romanum Pontificem.

Decet Romanum Pontificem (en castellano: Satisface al Pontífice Romano) es la bula papal que excomulgó a Martín Lutero en 1521. Lleva por título las tres primeras palabras en latín del texto. Fue emitida el 3 de enero de 1521 por el papa León X para hacer efectiva la excomunión de Martín Lutero, con la cual ya se había amenazado a este en la bula Exsurge Domine de 1520, ya que Lutero se negó a abjurar de sus tesis. Lutero, previamente, había quemado su copia de Exsurge Domine el 10 de diciembre de 1520 en Wittenberg, mostrando así su respuesta a dicha bula.
A finales del siglo XX, los luteranos, en diálogo con la iglesia católica, solicitaron el levantamiento de la excomunión a Lutero. Sin embargo, la respuesta de la Curia Romana fue que la costumbre es levantar la excomunión solamente a personas todavía vivas.

## Otras bulas con el mismo nombre
Existen al menos otras dos importantes bulas con el título Decet Romanum Pontificem: una fechada el 23 de febrero de 1596 y emitida por Clemente VIII, y otra del 12 de marzo de 1622 de Gregorio XV